# Say Na Na Na
Say Na Na Na је сингл турског певача Серхата из 2019. године. Песма је представљала Сан Марино након интерног одабира Radiotelevisione della Repubblica di San Marino. Према речима Серхата Radiotelevisione della Repubblica di San Marino га је позвала да направи песму за Евровизију. Уз песму је објављен музички спот истог дана.
Серхат је био један од 10 такмичара који су се квалификовали у финале, чиме је био тек други учесник из Сан Марина који је постао финалиста после Валентине Монете 2014. године. Песма је објављена 7. марта 2019. Завршио је на 19. месту у великом финалу Песме Евровизије 2019. године.
Серхат објављује две верзије песме, на немачком и шпанском. Године 2019. објавио је и немачку верзију. 2020. године, Серхат ће објавити шпанску верзију песме.